# Дамский, Альберт Яковлевич
Альберт (Абрам) Яковлевич Дамский (1868—1949) — врач-уролог, преподаватель Смоленского медицинского института, профессор.

## Биография
Абрам (в советское время Альберт) Дамский родился 17 (29) июня 1868 года в Вильне. В 1888 году окончил Виленскую 1-ю гимназию. Имел опыт работы как в отечественных, так и в зарубежных медицинских учреждениях. В 1894—1896 годах был штатным врачом еврейского начального училища с приготовительным классом в Лиде.
С 1921 года и до самой своей смерти Дамский возглавлял кафедру урологии Смоленского государственного медицинского института, в создании которой принимал активное участие. Он создал и долгое время возглавлял урологическую клинику при 1-й городской больнице Смоленска, в которой проводилась большая научная, исследовательская, учебная и лечебная работа, продолжавшаяся до начала Великой Отечественной войны. Дамским был создан музей патологоанатомических препаратов и рентгеновских снимков, однако в годы войны он был уничтожен. Являлся видным учёным в своей области, неоднократно выезжал в зарубежные командировки, где приобрёл известность в мировых научных кругах.
В годы войны работа Дамского была прервана, однако сразу после войны она продолжилась. Скончался 17 мая 1949 года, похоронен на кладбище «Клинок» в Смоленске.

## Научные заслуги
- Первым в СССР стал применять трансвезикальную аденомэктомию, провёл на этой методике 62 операции[5].
- Изобрёл операционный цистоскоп собственной конструкции[5].
- Является автором первых двух советских учебников по урологии: «Записки по урологии по лекциям, читанным студентам 5 курса медфака» (1928) и «Руководство по урологии для студентов и участковых врачей» (1936)[5].
- Является автором около 60 научных работ[5].